# Giao thông liên lạc Việt Nam thời quân chủ
Giao thông và liên lạc tại Việt Nam thời Quân chủ Việt Nam không được quan tâm nhiều và phát triển chậm, chủ yếu do những hạn chế và yếu kém về kỹ thuật. Về cơ bản hệ thống giao thông được chia làm 2 hệ thống chính là giao thông đường bộ, giao thông đường thủy và ngoài ra còn có thêm hệ thống thông tin liên lạc.
Hệ thống giao thông đường bộ được xây dựng hầu hết từ người dân, trên các con đường bộ số lượng các phương tiện xe cộ rất hạn chế, chủ yếu dân chúng di chuyển bằng cách đi bộ. Giao thông đường thủy thời kỳ này phát triển mạnh hơn nhờ vào hệ thống sông ngòi dày đặc và tập quán di chuyển bằng thuyền từ hàng ngàn năm. Điều này đã tạo điều kiện cho sự phát triển của các chợ cửa ô, cửa sông... cảnh phồn hoa đô hội thường thấy ở các đô thị có cửa sông cửa biển hơn là những làng, trấn ở trong đất liền.

## Giao thông đường bộ
Cho đến thế kỷ XIX, hệ thống giao thông vận tải đường bộ ở Việt Nam xưa có thể chia làm ba loại đường: đường quốc lộ là loại đường rộng nhất, dài nhất và là tuyến đường vận tải chính nối các tỉnh, lộ trong cả nước; đường hàng tỉnh là loại đường nối các trấn, tỉnh trong cả nước; đường hàng xã là loại đường nhỏ nối liền các thôn, xã, làng, bản với nhau hoặc hình thành từ những con đê chạy dọc sông ngòi cả nước, các loại đường nhỏ này được hình thành do thói quen đi lại tự nhiên của người dân.
Ở Việt Nam xưa, hệ thống sông ngòi chằng chịt là một trở ngại lớn cho việc giao thông đường bộ. Người dân đã khắc phục bằng cách xây dựng các cây cầu hoặc các bến phà. Những cây cầu được xây dựng thời này có kết cấu đơn giản, quy mô nhỏ, được làm từ gỗ, gạch, đá... Theo sách Đại Nam nhất thống chí thì tại Quảng Ngãi có 59 cầu đá, ở Phú Yên dọc theo đường Thiên lý có tới 27 cầu đá, Bình Định có gần 20 cầu. Do hạn chế về mặt kỹ thuật nên các cây cầu ngày xưa chỉ bắc qua những sông nhỏ, ở những khúc sông lớn như Sông Kỳ Cùng, sông Thương, sông Cầu, sông Hồng, sông Châu Giang, sông Mã, sông Gianh, sông Hương... người ta di chuyển bằng đò ngang. (xem thêm phần giao thông đường thủy).

### Các tuyến đường chính
Một số tuyến đường chính ở Việt Nam thời xưa gồm có:
- Tuyến đường bộ nối từ thành Thăng Long xuyên qua đồng bằng Bắc Bộ, dọc theo Thung lũng sông Thương, qua Lạng Sơn tới ải Nam Quan - cửa khẩu biên giới Việt-Trung.
- Tuyến đường bộ dọc sông Hồng từ Mê Linh (Vĩnh Phúc) nối tới Côn Minh (Vân Nam, Trung Quốc).
- Tuyến đường bộ men theo biển ở Quảng Ninh ngày nay. (hiện nay là đường quốc lộ số 18).
- Tuyến đường bộ từ đồng bằng Bắc Bộ tới đồng bằng Bắc Trung Bộ, xuyên qua núi Tam Điệp vào Thanh Hóa, Nghệ An, Hà Tĩnh.
- Tuyến đường bộ từ Thăng Long qua Gốt (Chương Mỹ, Hà Tây cũ) xuyên qua vùng núi tới Thanh Hóa và Nghệ An (nay là đường quốc lộ số 6). Đây là tuyến đường giao thông vận tải thường xuyên được sử dụng trong thời Nam-Bắc triều
- Tuyến đường bộ từ Vụ Ôn (Hương Sơn, Hà Tĩnh) xuyên qua dãy Trường Sơn tới biên giới Đại Việt - Ai Lao.
- Ngoài ra còn mạng lưới đường bộ từ Thăng Long toả đi nhiều vùng miền núi như Phong Châu, Đăng Châu (Yên Bái, Lào Cai), Long Châu (Bắc Giang), Đằng Châu (Hưng Yên)... để thuận tiện cho việc quản lý các dân tộc thiểu số vùng núi.

Trong các tuyến đường kể trên, tuyến đường dài nhất và quan trọng nhất là đường Thiên lý (đường ngàn dặm), ban đầu nối Thăng Long với Lạng Sơn, sau đó mở rộng và kéo dài tới miền Nam đất nước. Tới thời Gia Long nhà Nguyễn đã cho tu bổ lại con đường này, cứ cách vài cây số lại cho đặt một dịch trạm, mỗi dịch trạm có phu trạm và ngựa để kịp truyền công văn và khiêng cáng kiệu hay đồ đạc các quan. Cũng từ các dịch trạm này do nhu cầu của người dân nhiều chợ, bến và thị trấn đã mọc ra.
Đặc điểm chung dễ nhận thấy của hệ thống giao thông đường bộ là các con đường này thường chạy dọc theo các con sông hoặc ven biển để thuận lợi cho sự kết hợp giao thông thủy - bộ.

### Chất lượng đường sá
Vào thời kỳ này, do hạn chế về mặt kỹ thuật, hầu hết đường sá được đắp bằng đất. Người ta thường đắp đường ở giữa cao lên và đào những con mương dẫn nước ở hai bên hoặc một bên đường. Do là đường đất, cộng thêm nhu cầu đi lại ngày càng tăng và mưa lũ liên tục diễn ra hàng năm trên cả nước, chất lượng các con đường đất nhìn chung là thấp. Để gia cố và làm vững chắc cho đường sá, người ta có thể rải ít đá dăm và sỏi, gạch vụn, rồi đầm vào mặt đường, hai bên đường trồng thêm cây để chống xói mòn do mưa lũ, giảm sự sụt lở của đất đá. Nhưng đoạn đường đê - tuyến giao thông và chống lũ lụt quan trọng, thường được quan tâm kỹ, có quan hộ đê phụ trách riêng, luôn huy động dân công đắp đê bằng công quỹ từ triều đình và đóng góp của địa phương.
Có một nghịch lý vào thời kỳ này là trong khi Thăng Long đến thế kỷ 19 vẫn còn nhiều con phố trong phường thợ là đường đất, thì rất nhiều đường làng đã được lát gạch. Điều này bắt nguồn từ một số quy ước làng xã xưa: mỗi khi có đôi trai gái nào làm đám cưới, thì phải lát cho làng vài thước đường đi, quy định này nhiều hay ít phụ thuộc vào điều kiện kinh tế của từng làng, tối thiểu là 1 thước và có thể tối đa lên đến 5, 10 thước. Các đường làng đều nhỏ hẹp, chỉ từ 80 phân đến 1 thước, nhưng được lát gạch theo chiều nghiêng rất vững chắc. Có vài làng, như làng Phù Lưu được những viên quan người địa phương cho lát đá đường làng với hệ thống cống rãnh rất hoàn chỉnh. Đường lát gạch và đá do triều đình thực hiện chỉ có từng đoạn ngắn ở kinh kỳ gần cung cấm và các vương phủ, quan phủ, đền chùa, miếu mạo...

### Những loại phương tiện giao thông chính
Trước khi những phương tiện giao thông thô sơ đầu tiên xuất hiện, người dân thời phong kiến di chuyển bằng đôi chân, hàng hoá do đó được vận chuyển trên vai. Phụ nữ và đàn ông tất cả đều dùng đôi vai của mình để gánh, khiêng, vác hàng hoá, vật dụng từ nơi này qua nơi khác. Có lẽ cũng chính vì nguyên nhân này mà người Việt Nam từ xưa đã rất thành thạo các kỹ thuật đan lát để làm ra các gánh hàng, thúng... cho việc mang vác.
Những phương tiện thô sơ đầu tiên hỗ trợ cho việc chuyên chở hàng hoá có lẽ là xe đẩy bánh gỗ, sau đó là các loại xe sử dụng sức kéo của động vật như ngựa, bò, trâu, voi... Các loại xe này thường không phong phú về hình dạng, trải qua hàng trăm năm lịch sử nhưng hầu như không có những cải tiến kỹ thuật đáng kể. Hơn nữa việc hầu hết các tuyến đường đi lại đều nhỏ hẹp đã hạn chế phần nào sự phát triển của loại hình này. Một cách di chuyển phổ biến nữa trên bộ thời phong kiến là dùng ngựa.
Đối với tầng lớp quý tộc, quan lại, thương gia giàu có hoặc người có địa vị trong xã hội, họ thường di chuyển bằng võng, cáng hoặc kiệu. Trong đó kiệu là phương tiện di chuyển sang trọng nhất và thường được dành riêng cho tầng lớp quý tộc hoàng gia, quan lại (triều đình cấm dân chúng được làm những mẫu kiệu giống phong cách hoàng gia). Nhiều chiếc kiệu được trang trí cầu kỳ, sang trọng do nhiều người khiêng. Võng và cáng thì được dùng nhiều hơn cho quan lại, người có địa vị... nhưng cũng chỉ hạn chế trong những quãng đường gần. Trong đó cáng bao gồm một cái võng bằng sợi gai và một cái đòn tre dài để hai người khiêng, trên có phủ chiếu hoa hoặc một vài lá vải che nắng. Quan to thì ngồi võng trần (không phủ chiếu), che lọng (số lượng và màu sắc tuỳ thuộc vào phẩm quan), có lính theo hầu. Quan nhỏ thì ngồi võng thường, che một hoặc hai lọng đen, không có lính theo hầu. Khi nho sinh nào đỗ tiến sĩ thì được vua ban võng điều, lọng tía để về vinh quy bái tổ.
Qua đó có thể thấy đường bộ và các phương tiện giao thông đường bộ ở Việt Nam thời phong kiến rất kém phát triển, bắt nguồn từ sự lạc hậu và hạn chế về mặt kỹ thuật do những điều kiện lịch sử và xã hội gây ra.

## Giao thông đường thủy
Với địa thế tự nhiên có đường bờ biển dài hàng nghìn cây số và một hệ thống sông ngòi dày đặc, chằng chịt, giao thông đường thủy đóng vai trò quan trọng trong giao thông vận tải nước ta thời phong kiến. Ở đồng bằng Bắc Bộ các tuyến giao thông vận tải đường sông chính là từ Thăng Long đi ngược sông Hồng, qua sông Đà lên Tây Bắc, ngược dòng sông Thao qua sông Lô, sông Chảy để lên Tuyên Quang, Hà Giang và ngược lại, hay xuôi dòng sông Nhuệ, sông Đáy ra cửa biển xuôi về Thanh Hóa, Nghệ An... Ở Nam Bộ hệ thống sông ngòi, kênh rạch còn chằng chịt và dày đặc hơn. Do sự hạn chế phát triển của giao thông đường bộ, giao thông đường thủy đóng vai trò to lớn trong sinh hoạt của người dân. Ưu điểm lớn nhất của nó là có thể vận chuyển được những hàng hoá cồng kềnh và tải trọng lớn với tốc độ cao hơn đường bộ nhiều. Giao thông đường thủy đóng vai trò then chốt trong việc thông thương buôn bán và giao lưu văn hoá giữa miền xuôi và miền ngược, giữa Việt Nam và các nước lân bang.
Trong lịch sử đã ghi lại không ít nỗ lực của chính quyền nhằm mở mang và lợi dụng các tuyến vận tải đường sông, ví như vua Lê Hoàn cho người đào kênh tại châu Ái để khai thông con đường cho thuyền bè đi lại và đào kênh ở Trường Yên; năm 1449 nhà Lê đào sông Bình Lỗ để mở đường lên Thái Nguyên; năm 1785 nhà Tây Sơn đào kênh Chừng Giang để làm đường chuyển quân theo đường thủy; nhà Nguyễn đào kênh Vĩnh Tế năm 1820..
Trong vận chuyển đường thủy, từ xưa người Việt đã cho đặt các trạm đường thủy để làm nơi nghỉ ngơi, tiếp sức trong các chuyến vận chuyển dài ngày. Tại các cửa sông hay ven bờ biển đã hình thành nên những tuyết đường biển dọc theo chiều dài đất nước. Các cảng và quân cảng xuất hiện làm nhiệm vụ đầu mối giao thông vận tải. Đây là nơi nghỉ ngơi đồng thời là nơi đóng tàu và sửa chữa tàu thuyền, chuẩn bị lương thực cho những chặng đường tiếp theo.Cảng Vân Đồn xuất hiện từ thời Lý - Trần vừa là cảng kinh tế vừa giữ vai trò quân sự trấn giữ miền biển Đông Bắc đất nước. Trong nội địa có cảng sông Lục Đầu cũng vào thời Lý - Trần, là đầu mối giao thông vận tải, hay quân cảng ở Đông Bộ Đầu là nơi neo đậu và tập luyện thủy quân. Còn ở phía Nam, trong Gia Định Thành thông chí, Trịnh Hoài Đức có chép:
Ở Gia Định chỗ nào cũng có ghe thuyền, hoặc dùng thuyền làm nhà ở, hoặc để đi chợ, hoặc để đi thăm người thân thích, hoặc chở gạo, củi đi buôn bán rất tiện lợi. Ghe thuyền chật sông, ngày đêm đi lại không ngớt

### Những phương tiện giao thông đường thủy chính
Các phương tiện giao thông đường thủy của người Việt rất phong phú và đa dạng. Trong đó thuyền là loại phương tiện cơ bản nhất và là loại đầu tiên do người Việt cổ chế tạo ra. Thuyền không chỉ giúp con người di chuyển mà còn là công cụ chuyên chở hàng hoá. Thuyền cũng là ngôi nhà của những người dân quen sống trên sông nước, như lời những người phương Tây vào thế kỷ 17,18 đã đánh giá về người Việt:
Họ thích ơ trên nước hơn là ở trên cạn. Cho nên phần lớn sông ngòi thì đầy thuyền. Những thuyền đó thay cho nhà cửa của họ. 
Người Việt Nam xưa chủ yếu sử dụng những loại thuyền sau:
- Thuyền độc mộc: là loại thuyền xa xưa nhất, được đóng từ cả thân cây to, độ dài trung bình từ 6 - 7m, có khi hơn 10m, được dùng để đi lại trong những đoạn ngắn và chuyên chở hàng hoá nhẹ. Do kích cỡ nhỏ nên nó dễ dàng di chuyển trong những đoạn sông suối nhỏ và vừa.
- Thuyền thúng: được đan từ tre, nứa, có hình bầu dục, phía trên có vành cạp và ba gióng tre buộc ngang. Người ta dùng nhựa sơn chét và láng bên trong thuyền để ngăn nước vào thuyền. Thuyền thúng thường được dùng để di chuyển trên hồ, ao, đầm... phục vụ sinh hoạt hàng ngày.
- Thuyền đóng ván có cấu tạo phức tạp hơn: có vọng lâu ở đằng lái, có sạp, bánh lái đằng mũi để đi ngược sóng, cột buồm và các mái chèo để đẩy thuyền đi, có một hoặc hai tấm ván ở đấy để chắn sóng và giữ thăng bằng. Đáy thuyền được chia làm nhiều ngăn, nhiều khoang, có vách để ngăn cách để xếp hàng vào riêng từng khoang. Độ dài của thuyền thường từ 10-15m, có thuyền dài tới 25-30m.

Ngoài ra còn những phương tiện khác như bè, mảng, đò... Mảng là phương tiện đơn giản, được ghép bằng hơn chục cây bương đặt song song, buộc lại với nhau bằng lạt tre tươi, có thanh ngang bắc qua. Người ta dùng mảng để chở vật nặng trong phạm vi nhỏ hẹp như sông, hồ. Bè về cơ bản giống như mảng nhưng được kết bằng tre, nứa, gỗ, khoảng cách giữa những đoạn trống được liên kết bằng những sợi mây. Mục đích của bè không phải để chuyên chở người mà là chuyên chở chính những vật liệu được ghép thành bè: các hàng hoá được vận chuyển (gỗ, tre, nứa...) được kết thành bè và thả trôi theo dòng nước tới điểm đã định. Ngoài ra còn một loại phương tiện nữa là đò, có hai loại là đò ngang và đò dọc, chỉ hướng di chuyển của đò trên dòng sông (đò ngang để vượt qua lòng sông còn đò dọc thì xuôi theo dòng sông).
Tàu máy hơi nước xuất hiện ở Việt Nam năm 1839 ở bến Ngự Sử, Huế, thời vua Minh Mạng. Tàu được đóng bằng cách mua tàu của các nước phương Tây rồi sau đó xem xét, tìm hiểu về mô hình, kỹ thuật chuyển động và chế theo cách riêng của mình. Chiếc thứ hai ra đời vào tháng 10 năm đó, do tự tay Hoàng Văn Lịch và thợ quan xưởng chế tạo bộ máy mới chứ không dùng máy cũ của phương Tây lắp vào như chiếc đầu tiên. Tàu máy hơi nước chuyển động bằng hơi nước tự tạo, không cần sức gió sức người và di chuyển nhanh hơn. Do hoàn cảnh lịch sử, tàu máy hơi nước chỉ tồn tại trong khoảng thời gian ngắn, nhưng cũng đã thể hiện rằng trình độ đóng tàu của người thợ thủ công Việt Nam truyền thống đã có thể tiếp cận và làm chủ kỹ thuật cơ khí máy móc của phương Tây thời bấy giờ.

## Hệ thống thông tin liên lạc
Từ thời thượng cổ, con người sử dụng tiếng hú như cách truyền tin sơ khai nhất. Sau này, các phương thức truyền tin khác lần lượt xuất hiện. Các loại cồng, chiêng và đặc biệt là trống đồng được sử dụng để truyền âm thanh vang hơn, xa hơn, trong mỗi nhịp điều đều hàm chứa nội dung thông tin. Sử sách ghi nhận những năm 40-43, tiếng trống đồng của Hai Bà Trưng vang vọng khắp các châu, quận để truyền tin và phát động cuộc khởi nghĩa chống quân xâm lược. Tiếng tù và, tiếng mõ... cũng đóng vai trò không nhỏ trong việc truyền báo tin tức ở quy mô làng xã. Bên cạnh cách truyền tin bằng âm thanh, người Việt xưa còn cho dựng các phong hoả đài có chứa các chất dễ cháy để đốt lên khi cần, đài nọ nối tiếp đài kia, mục đích truyền tin khẩn cấp, ví dụ như khi có quân xâm lược. Do đó các phong hoả đài này chủ yếu được thiết lập dọc biên giới hoặc các tuyến phòng thủ ven biển để báo tin về kinh đô khi có biến.
Để chuyển tải những nội dung rõ ràng và cụ thể, người xưa viết thông tin lên tre, gỗ, giấy và giao cho những người đưa tin. Ngoài ra bồ câu hay ngựa cũng là một phương tiện đưa thư khá phổ biến. Lịch sử Việt Nam ghi nhận một trường hợp điển hình về cách thức truyền tin bằng chim bồ câu: đó là khi cánh quân của tướng Trần Nguyên Hãn bị giặc Minh vây khốn ở Vũ Minh, đôi chim bồ câu được huấn luyện trước đã mang theo hai ống mật thư cầu viện tới tổng hành dinh của Lê Lợi, quân của Trần Nguyên Hãn nhờ đó được cứu viện kịp thời, chuyển bại thành thắng. Sau này tại Trung tâm Thành phố Hồ Chí Minh chính phủ Việt Nam Cộng Hoà đã dựng tượng tướng Trần Nguyên Hãn cưỡi ngựa với chú chim bồ câu trên tay để tưởng nhớ thánh tổ lực lượng truyền tin.
So với bồ câu thì ngựa là phương tiện truyền tin phổ biến hơn, với ưu thế về tốc độ và độ dẻo dai, ngựa được coi là phương tiện vận chuyển công văn, thư từ hiệu quả nhất. Việc bảo vệ ngựa cũng rất được chú trọng, ngựa già yếu phải đem bán để mua ngựa trẻ khoẻ hơn thay thế, và không được lạm dụng ngựa mà chỉ được sử dụng trong trường hợp khẩn, nếu tin thường thì đi bộ hoặc đi thuyền. Nếu trong một năm để ốm chết một hoặc hai con thì cai ngựa phải chịu phạt 40 roi, ốm chết ba con thì phạt 80 trượng, nhiều hơn phạt 100 trượng. Điều đó cho thấy nhu cầu và tầm quan trọng của thông tin liên lạc đối với chính quyền ngày xưa.

### Hệ thống dịch trạm
Xem chi tiết: Dịch trạm